# Горнальский Белогорский монастырь
Горнальский Николаевский Белогорский монастырь — мужской монастырь Курской епархии Русской Православной Церкви. Расположен в селе Горналь, недалеко от города Суджа Курской области, непосредственно на границе с Украиной.

## История
В 1672 году из разорённого татарами Острогожского Дивногорского монастыря (Воронежская губерния) на берега реки Псёл пришли монахи Феодосий (в дальнейшем первый настоятель), Лаврентий и Нектарий. Они поселились на правом берегу реки, на белых меловых утёсах, по которым впоследствии монастырь был назван Белогорским. Монахи принесли с собой икону Николая Чудотворца, во имя которого в 1688 году была построена небольшая деревянная церковь. В дальнейшем построен храм Преображения Господня.
В 1770 году в заштатной обители проживали 16 монашествующих, в 1783 году — 9. Самый большой доход монастырь получал от продажи добываемой в горах извести и изготовленного на собственном заводе кирпича. В 1781 году игумен Константин извещал, что монастырь «как ныне, так и впредь содержаться может без всякой нужды».
В 1785 году монастырь был закрыт, Преображенский храм обращён в приходский, Никольский храм и другие постройки разобраны на кирпич, проданный с аукциона. Ценные предметы и святыни были перенесены в Николаевский монастырь в Белгороде (находился на полуострове при впадении реки Везёлки в реку Северский Донец, закрыт в 1843 году)
24 августа 1863 года высочайшим повелением монастырь был восстановлен под названием Белогорская Николаевская пустынь. Первыми насельниками монастыря стали бывший купец Косма Иванович Купреев, решивший восстановить монастырь в благодарность за исцеление по молитве перед Пряжевской иконой Богородицы, и его сыновья Феодор и Владимир. В монастыре были построены каменный храм во имя святителя Николая Чудотворца, домовой храм в честь Покрова Пресвятой Богородицы, соборная церковь во имя Преображения Господня (заложена в 1888 году). К 1905 году в монастыре жили 85 монахов и несколько десятков послушников.
Монастырь был закрыт в 1922 году, но часть монахов осталась в монастыре, они скрывались в меловых пещерах. В 1937 году оставшихся монахов отправили в ссылку. В Покровском храме был открыт клуб, Преображенский и Никольский храмы разобраны на кирпич.
19 декабря 2001 года, в день памяти святителя Николая, митрополитом Курским и Рыльским Ювеналием (Тарасовым) было совершено первое богослужение после возвращения обители епархии.
Монастырь был отреставрирован. В 2008 году завершена роспись храма. Работы выполняли московские иконописцы-реставраторы Александр Лавданский и Алексей Вронский.
В селе Гуево неподалёку построена Церковь Рождества Пресвятой Богородицы, которая стала подворьем монастыря.
В 2013 году насельниками монастыря и местными жителями была создана первая в центральной России добровольная пожарная команда.
В августе 2024 года, в ходе вторжения в Курскую область, оккупирован украинскими войсками. По словам представителей Курской епархии, при эвакуации из монастыря погиб трудник Сергей Гасевский. В апреле 2025 года монастырь был освобождён российской армией.

## Святыни, крестный ход из монастыря
Главная святыня монастыря — икона Богоматери Пряжевская, обретённая в 1792 году.
С 1867 года ежегодно после праздника Вознесения Господня совершался крестный ход с иконой в города Мирополье и Суджа, а также в слободы и селения Суджанского уезда: Гончарную Гору, Заолешенку, Замостье, Русское Поречное, Черкасское Поречное, Казачью Локню, Мартыновку, Пушкарное и Конопельку,13 сентября крестным ходом святыня возвращалась в обитель. Другой крестный ход был установлен в память спасения императора Александра III и его семьи при крушении поезда 17 октября 1888 года: со вторника Фоминой недели икона 13 дней пребывала в селах и деревнях Суджанского уезда: в Великой и Малой Рыбице, Груновке, Бариловке, Васильевке, Даниловке, Осоевке, Сенном и Криничном.
Традиция крестного хода с иконой в село Мирополье Сумской области была возобновлена по открытии монастыря в начале XXI века, но с 2014 года крестный ход совершается из монастыря в г. Суджу: 4 км пеший ход до Богородице-Рождественского храма село Гуево и 21 км на автотранспорте до Троицкого храма г. Суджи.

## Галерея

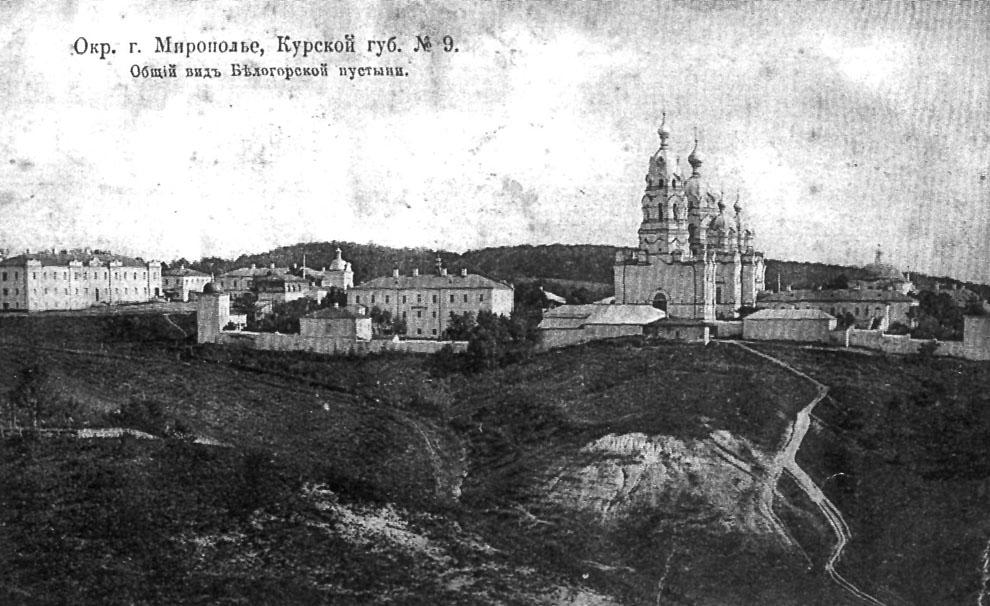
Горнальный монастырь в начале XX века
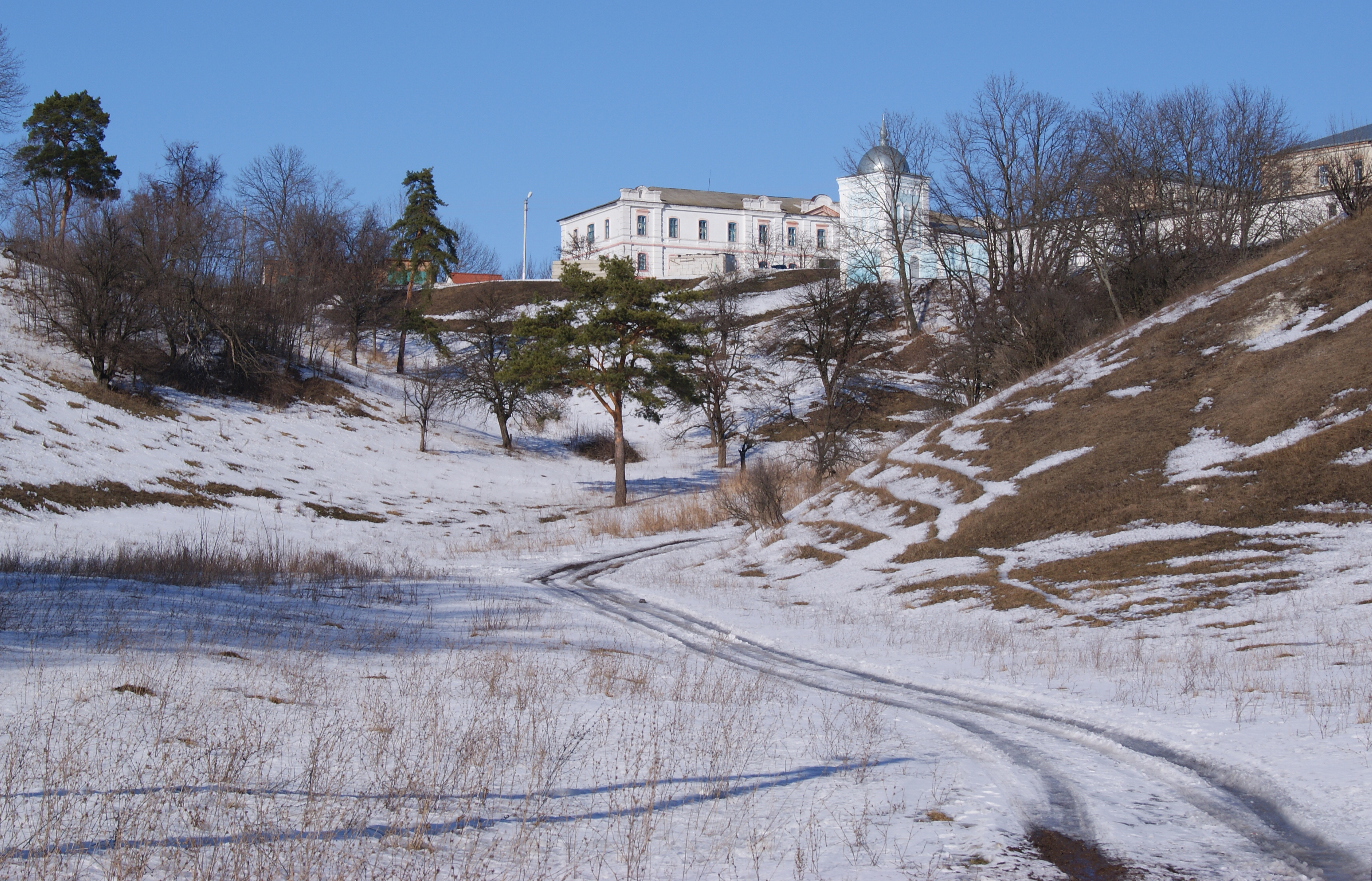
Горнальский монастырь, 2011 год
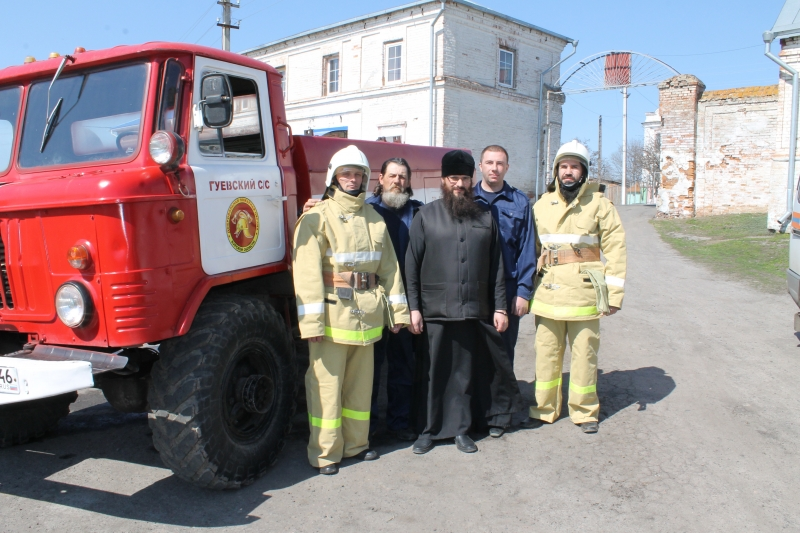
Добровольная пожарная команда, 2013 год